# Altingia yunnanensis
Altingia yunnanensis ist eine immergrüne Laubbaumart aus der kleinen Familie der Altingiaceae innerhalb der Ordnung der Steinbrechartigen (Saxifragales). Sie kommt in Südwestchina (Yunnan) und in Vietnam vor.

## Beschreibung

### Vegetative Merkmale
Der immergrüne Baum erreicht eine Höhe von (3–)15–30 m. Die jungen Zweige sind schwach flaumhaarig und verkahlen später, ältere Zweige sind grau-bräunlich bis gräulich, gestreift und mit Lentizellen besetzt. Die mit Schuppen bedeckten Knospen sind schmal eiförmig. Die schraubig angeordneten Laubblätter besitzen einen dicken, (1–)1,5–2 cm langen, kahlen Stiel. Die Nebenblätter sind linealisch bis pfriemlich und 2–5 mm lang. Sie sind hinfällig und hinterlassen kleine Narben. Die einfache und ungeteilte, fiedernervige Blattspreite ist von länglich-eiförmiger oder länglich-elliptischer Form und besitzt eine Länge von 6–15 cm und eine Breite von 3–7 cm. Sie hat meist einen keilförmigen, manchmal fast abgerundeten Grund, ist vorne spitz bis zugespitzt. Die Spreite ist ledrig, unterseits blasser gefärbt und kahl. Sie weist 6–9 Paare von beiderseits vorspringenden Seitennerven auf. Der Spreitenrand ist fast bis zum Grund gesägt bis gekerbt.

### Generative Merkmale
Die Geschlechtsverteilung der Blüten ist einhäusig getrenntgeschlechtig (monözisch). Die Blüten besitzen keine Blütenhülle.
Die männlichen Blütenstände sind vielblütige, ellipsoidale, ca. 1 cm lange Köpfchen. Sie sind gestielt und zu mehreren in Rispen angeordnet, die an den Enden der Zweige oder nur wenig darunter stehen. Die männlichen Blüten bestehen nur aus nicht miteinander verwachsenen Staubblättern mit sitzenden, basifixen, also an ihrem Grund angehefteten Staubbeuteln. Die beiden oben gestutzten Theken bestehen aus jeweils zwei Pollensäcken und öffnen sich mit einem Schlitz der Länge nach.
Die köpfchenförmigen weiblichen Blütenstände sind gewöhnlich zu Trauben angeordnet. Sie besitzen einen 3–4(–6) cm langen, flaumhaarigen Stiel, sind am Grund von vier eiförmigen, ca. 15 mm langen Hochblättern umgeben und bestehen aus 16–24 Blüten. Diese enthalten nur den halbunterständigen Fruchtknoten, der aus zwei miteinander verwachsenen, nur an der Spitze freien Fruchtblättern besteht, einen ihn umgebenden Diskus und mehrere schuppenförmige Staminodien. Die beiden pfriemlichen, 3–4 mm langen Griffel sind braun flaumhaarig. Jedes der beiden Fruchtknotenfächer enthält an der zentralwinkelständigen Plazenta zahlreiche Samenanlagen.
Die 3–6,5 cm lang gestielten Fruchtstände sind 1,5–3 cm breit und annähernd kugelig mit gestutzter Basis. Die einzelnen Früchte sind holzige, zweifächerige, schwach bräunlich filzige Kapselfrüchte, die sich fachspaltig mit zwei zweiteiligen Klappen öffnen. Der obere Teil der Griffel und die Staminodien sind im Fruchtzustand nicht mehr vorhanden. Die Samen sind kantig.
Altingia yunnanensis blüht in den Monaten März bis Mai und fruchtet von Mai bis Juli.

### Chromosomen
Altingia yunnanensis hat einen diploiden Chromosomensatz mit 2n = 32.

## Verbreitung und Lebensraum
Altingia yunnanensis wird in Bearbeitung in der Flora of China als eine im Südosten der chinesischen Provinz Yunnan endemische Art präsentiert. Von anderen Autoren werden aber auch Vorkommen in Vietnam angegeben, einerseits nahe der chinesischen Grenze in den Provinzen Lào Cai und Cao Bằng, andererseits auch im Süden des Landes bei Nha Trang.
Die Baumart wächst in Bergwäldern.

## Taxonomie und Systematik
Die Art wurde 1913 durch Alfred Rehder und Ernest Henry Wilson auf Basis von zwei Aufsammlungen des irischen Pflanzensammlers Augustine Henry erstbeschrieben. Da die Publikation eigentlich der Aufarbeitung der Aufsammlungen von E.H. Wilson gewidmet war und in diesem Fall die zugrundeliegenden Aufsammlungen von einem anderen Sammler stammten, erfolgte die Beschreibung nur als Fußnote zu Liquidambar formosana var. monticola Rehder & E.H.Wilson. Der Typusfundort liegt im Kreis Mengzi im Südosten von Yunnan: Mengtze, forests to the south-east, alt. 2000 m. Die zweite Aufsammlung stammt aus derselben Gegend in 1600 m Seehöhe. Eine erste Erwähnung dieser Aufsammlungen erfolgte schon vorher im Zuge der Erstbeschreibung von Altingia gracilipes durch William Botting Hemsley.
Altingia yunnanensis wird von manchen Autoren als Synonym von Altingia chinensis betrachtet. Eine molekularbiologische Untersuchung auf der Grundlage von fünf Abschnitten der Chloroplasten-DNA hat Altingia yunnanensis als Teil einer nicht weiter auflösbaren Klade („Indochina clade“) gezeigt. Diese Klade enthielt außerdem noch Pflanzen von Altingia poilanei und solche, die nur mit Unsicherheit Altingia chinensis zugeordnet werden konnten. Es scheint am besten, die Art als Liquidambar yunnanensis (Rehder & E.H.Wilson) Ickert-Bond & J.Wen zur Gattung Liquidambar zu stellen.

## Etymologie
Das Artepitheton yunnanensis bezieht sich auf den Typusfundort der Art in der chinesischen Provinz Yunnan. Die Gattung Altingia ist zu Ehren von Willem Arnold Alting (1724–1800) benannt, dem Generalgouverneur von Niederländisch-Indien zur Zeit, als der Erstbeschreiber Francisco Noroña Java besuchte.